# Ja, Panik
Ja, Panik ist eine aus Österreich stammende, mittlerweile in Berlin ansässige Band.
Sie wurde im November 2005 von Andreas Spechtl, Stefan Pabst, Christian Treppo und Manuel Dinhof in Wien gegründet. Schon ein Jahr später verließ Dinhof die Band und wurde von Sebastian Janata am Schlagzeug ersetzt.
Auf ihrer ersten Deutschland-Tour war Thomas Schleicher als Roadie mit der Band unterwegs. Kurz danach spielte er sein erstes Konzert als Gitarrist und war bis 2012 festes Mitglied.
2012 verließ auch Christian Treppo die Band, er wurde von der Wiener Musikerin Laura Landergott ersetzt, die seitdem festes Mitglied ist. Christian Treppo ist seit 2021 jedoch wieder Teil von Ja, Panik. Er ist bei ihren Live-Konzerten für das Licht und Bühnenkonzept verantwortlich und wird auch als Gastmusiker auf den aktuellen Platten gelistet.
Als Livemusikerinnen treten seit 2021 sowohl Rabea Erradi, ehemalige Bassistin der Hamburger Band Die Heiterkeit, als auch die finnische Musikerin Annea Lounatvouri mit Ja, Panik auf.
Seit 2005 wurden sieben Platten sowie mehrere EPs, Singles und Kollaborationen mit anderen Künstlern veröffentlicht. Ja, Panik gelten als eine der einflussreichsten deutschsprachigen Bands ihrer Generation.
Im Jahr 2016 erschien zum zehnjährigen Jubiläum der Band eine teils fiktive Autobiografie namens FUTUR II beim Berliner Verbrecher Verlag. Das Buch wurde von allen fünf Bandmitgliedern kollaborativ verfasst.
Von 2005 bis 2012 lebten die Mitglieder in einer gemeinsamen WG in Wien und Berlin. Die Band bezeichnet sich selbst als DIE GRUPPE JA, PANIK und versteht sich selbst eher als ein Künstler*innen-Kollektiv als eine reine Musikband. So waren sie von Beginn an auch für den Großteil ihrer Albumcover und Videos verantwortlich, schreiben Bücher, Manifeste und drehten 2012 einen Film mit dem österreichischen Regisseur Georg Tiller, der bei der Berlinale seine Premiere feierte. Außerdem betreiben sie seit 2021 mit den STUDIOS FÜR ERWACHSENENBILDUNG ihr eigenes Studio in Berlin. Seit 2024 besteht unter selbigem Namen auch ihre eigene Plattenfirma.

## Diskografie

### Alben
- 2006: Ja, Panik (Schoenwetter / Tenstaag)
- 2007: The Taste and the Money (Schoenwetter / Zickzack)
- 2009: The Angst and the Money (Staatsakt)
- 2011: DMD KIU LIDT (Staatsakt)
- 2014: Libertatia (Staatsakt)
- 2021: Die Gruppe
- 2024: Don’t Play With the Rich Kids

### Sonstige Veröffentlichungen
- 2010: Paris (Split-7" mit Hans Unstern; Nein, Gelassenheit)
- 2010: The Essling-Tapes (Split-Musikkassette mit Goldsoundz; Wilhelm show me the major label)
- 2011: Das große bunte Kochbuch der Gruppe Ja, Panik (Broschüre; Nein, Gelassenheit)
- 2011: Ja, Panik: Schriften – Erster Teil (Taschenbuch; Nein, Gelassenheit)
- 2012: Für den nächstbesten Dandy (Split-12" mit Die Heiterkeit; Nein, Gelassenheit)

## Buch
- Futur II, Verbrecher Verlag, Berlin 2016, ISBN 978-3-95732-192-3.[9]
- Ja, Panik: Schriften – Erster Teil (Nein, Gelassenheit, Taschenbuch 2011)